# Physcomitrium immersum x turbinatum
Physcomitrium immersum x turbinatum là một loài Rêu trong họ Funariaceae. Loài này được A.L. Andrews mô tả khoa học đầu tiên năm 1942.